# Wolfenbüttel (huyện)
Huyện Wolfenbüttel là một huyện (Landkreis) ở Niedersachsen, Đức. Các đơn vị giáp ranh (từ phía bắc theo chiều kim đồng hồ) là: thành phố Braunschweig, huyện Helmstedt, huyện Harz ở Saxony-Anhalt, các huyện Goslar, Hildesheim và Peine. Thành phố Salzgitter cắt ngang qua huyện Wolfenbüttel ở phía tây nam.

## Các thành phố và đô thị
| Thị xã                                     | Samtgemeinden | Samtgemeinden | Samtgemeinden |
| ------------------------------------------ | --- | --- | --- |
| 1. Wolfenbüttel Đô thị tự do 1. Cremlingen | - 1. Asse 1. Denkte 2. Hedeper 3. Kissenbrück 4. Remlingen1 5. Roklum 6. Semmenstedt 7. Wittmar - 2. Baddeckenstedt 1. Baddeckenstedt1 2. Burgdorf 3. Elbe 4. Haverlah 5. Heere 6. Sehlde | - 3. Oderwald 1. Achim 2. Börßum1 3. Cramme 4. Dorstadt 5. Flöthe 6. Heiningen 7. Ohrum - 4. Schladen 1. Gielde 2. Hornburg2 3. Schladen1 4. Werlaburgdorf | - 5. Schöppenstedt 1. Dahlum 2. Kneitlingen 3. Schöppenstedt1, 2 4. Uehrde 5. Vahlberg 6. Winnigstedt - 6. Sickte 1. Dettum 2. Erkerode 3. Evessen 4. Sickte1 5. Veltheim |
|                                            | 1thủ phủ của Samtgemeinde; 2thị trấn | | |